# Notación visigótica
La notación visigótica es el sistema de notación musical utilizado a partir del siglo VIII (Fernández de la Cuesta, Ismael: Historia de la música española, 1. Desde los orígenes hasta el ars nova. 1983, Madrid, Ed. Alianza Editorial. ISBN 84-206-8501-1 (Parte segunda: La música hispánica)) para representar las melodías del canto hispánico. Se trata de una notación neumática, cuyos signos tienen las mismas características de composición que otros tipos de notación contemporáneos. No hay signos nuevos, aunque cada neuma posee un gran número de variantes, frente a la uniformidad de otros sistemas. Todos los restos que han sobrevivido de esta notación están escritos en "campo abierto", es decir, sin ninguna línea que indique una relación tonal absoluta: se trata, pues, de escritura musical adiastemática (sin pentagrama).

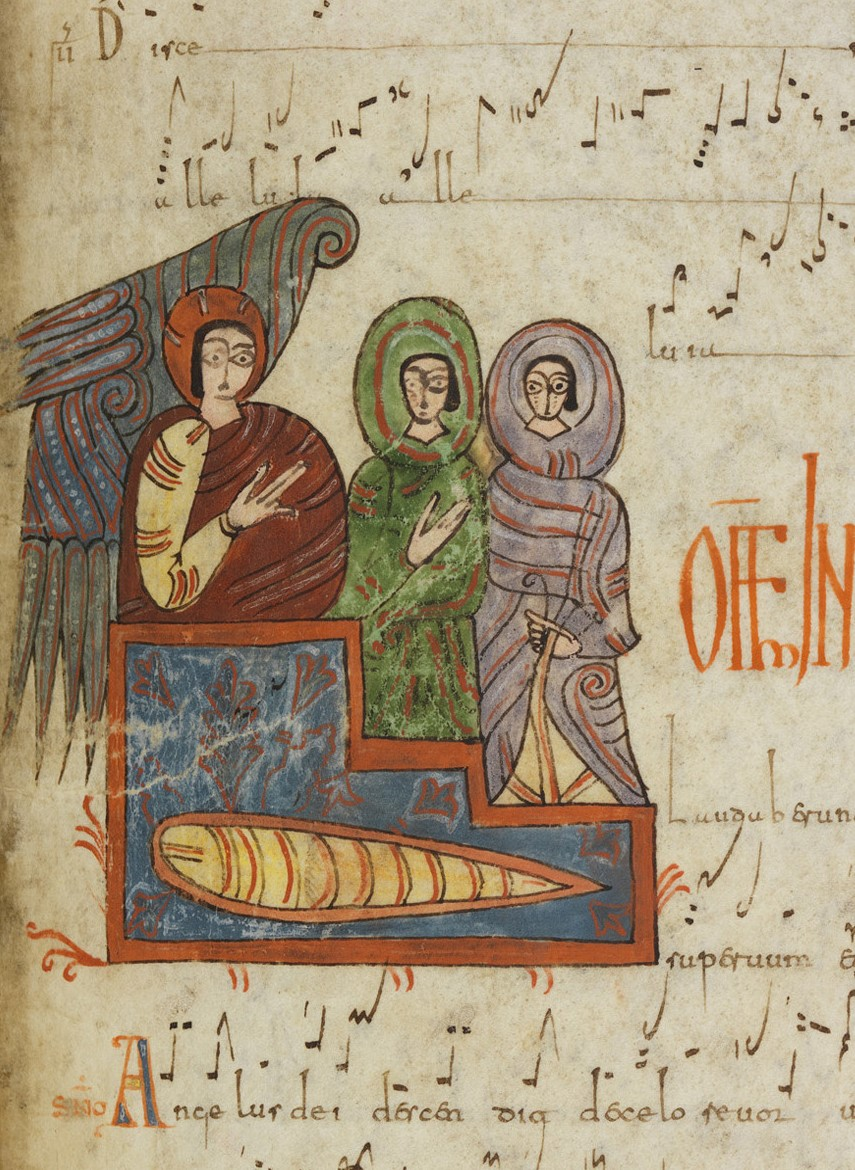
Página con notación visigótica, Antifonario de León, s. X.

Las dificultades de interpretación de esta notación deriva del uso de los signos: en la notación hispánica, aunque el valor general de los signos sea adecuado, su valor particular (el que lo hace depender del contexto) no es correcto, debido a las sucesivas copias de los manuscritos en épocas en las que ya no se conocía este sistema de escritura, y se convierten en rompecabezas de difícil solución.
Además, es importante señalar que existen tres tradiciones en la notación hispánica:
- Escuela leonesa, representada, fundamentalmente, por el famoso Antifonario de León. Los copistas eran procedentes del Sur y traían la tradición litúrgica B, caracterizada también por la tonalidad de los responsorios, con una gran variedad gráfica y una escritura abierta y adornada.
- Escuela riojana, representada por los manuscritos procedentes del monasterio de San Millán de la Cogolla, salvaguardados en los fondos Emilianenses de la Real Academia de la Historia, y los procedentes del monasterio de Silos (muchos de ellos en Londres). Los copistas eran del Norte, tradición litúrgica A, seguidores del llamado "pacto monástico", con una escritura más austera, cerrada y estable. La modalidad de sus melodías es también menos rica que en la escuela leonesa.
- Escuela toledana, que se caracteriza por su gran heterogeneidad, presente en los manuscritos de la Catedral de Toledo (parte de ellos en la Biblioteca Nacional de Madrid). Se trata de manuscritos posteriores al establecimiento en Castilla de la Liturgia romana. Esto hace pensar que los copistas ya no conocían las melodías y solo imitaban la grafía de la notación, sin comprenderla, lo que hace muy difícil su interpretación.